# Ascidieria palawanensis
Ascidieria palawanensis är en orkidéart som först beskrevs av Oakes Ames, och fick sitt nu gällande namn av Wally Suarez och James Edward Cootes. Ascidieria palawanensis ingår i släktet Ascidieria och familjen orkidéer. Inga underarter finns listade i Catalogue of Life.